# Bellezas de Hampton Court
Las Bellezas de Hampton Court (Hampton Court Beauties) es el nombre dado a una colección compuesta por ocho retratos obra de Godfrey Kneller los cuales representan a las damas más hermosas de la corte de Guillermo III, en los últimos años del siglo XVII. Comisionada por la reina María II de Inglaterra, la colección se exhibe actualmente en las habitaciones del rey Guillermo en el palacio de Hampton Court, donde también se encuentra expuesta la colección Bellezas de Windsor (datada en la década de 1660, una generación antes), obra de Sir Peter Lely, reflejando las pinturas de Kneller en comparación con las de Lely los cambios hacia una sociedad más moralista en los últimos años del siglo XVII, puesto que los retratos de Kneller muestran un menor grado de erotismo y una mayor sencillez, además de que los retratos de Lely son de tres cuartos, mientras que los de Kneller son de cuerpo entero. A diferencia de las de Windsor, las Bellezas de Hampton Court no eran amantes del rey, sino asistentes de la reina.

## Mujeres retratadas

### Isabella Bennet, duquesa de Grafton
Isabella Bennet FitzRoy, II condesa de Arlington y duquesa de Grafton (hacia 1668-7 de febrero de 1723), fue una aristócrata inglesa. Contrajo matrimonio a los cuatro años con Henry FitzRoy, conde de Euston (posteriormente duque de Grafton), de nueve años de edad, hijo ilegítimo del rey Carlos II de Inglaterra. Tras la muerte de su esposo en 1690 a consecuencia de una herida recibida en la toma de Cork mientras lideraba las fuerzas de William de Orange, Isabella contrajo segundas nupcias en 1698 con Sir Thomas Hanmer, IV baronet.

### Margaret Cecil, condesa de Ranelagh
Margaret Cecil, condesa de Ranelagh (1672 o 1673-21 de febrero de 1728), fue una cortesana francesa. Hija de James Cecil, III conde de Salisbury, y su segunda esposa Margaret, hija del conde de Rutland, contrajo matrimonio en 1692 con John Stawell, II barón Stawell, con quien no tuvo hijos. Su segundo matrimonio fue con Richard Jones, I conde de Ranelagh, con quien tampoco tuvo descendencia. Su tercer y último matrimonio fue con George Thomas Downing, con quien tuvo una hija, Sarah, y un hijo, George.

### Carey Fraser, condesa de Peterborough
Carey Mordaunt, nacida Fraser, condesa de Peterborough y Monmouth (hacia 1658-13 de mayo de 1709), fue dama de honor de la esposa de Carlos II, Catalina de Braganza, desde 1674 hasta 1680. Su padre, Sir Alexander Fraser, I baronet, fue médico del rey Carlos II, mientras que su madre, Mary Carey, era hija de Sir Ferdinando Carey y Philippa Throckmorton. Contrajo matrimonio con Charles Mordaunt, II vizconde Mordaunt, con quien tuvo tres hijos: Henrietta, John y Henry.

### Frances Whitmore, Lady Middleton
Frances Whitmore (1666-1695) fue una cortesana inglesa, hija de Sir Thomas Whitmore, hijo a su vez de Sir Thomas Whitmore, I baronet, y de Frances Brooke. Contrajo matrimonio en 1686 con Sir Richard Myddelton, III baronet, con quien tuvo tres hijos: Frances, Mary y William.

### Mary Scrope, Mrs Pitt
Mary Pitt (nacida en 1676) fue una cortesana inglesa. Considerada la mujer más bella de la corte, contrajo matrimonio con John Pitt, hermano de George Pitt.

### Diana De Vere, duquesa de St Albans
Diana Beauclerk, duquesa de St Albans (hacia 1679-15 de enero de 1742), fue la principal dama de la corte de Carolina, princesa de Gales, desde 1714 hasta 1717. Hija de Aubrey de Vere, XX conde de Oxford, y Diana Kirke, contrajo matrimonio con el primer duque de St Albans, hijo ilegítimo del rey Carlos II y su amante Nell Gwyn, con quien tuvo doce hijos: Charles, Diana, William, Vere, Henry, Sidney, George, Seymour, James, Aubrey, Mary y Anne.

### Lady Mary Bentinck, condesa de Essex
Mary Capel, condesa de Essex (1679-20 de agosto de 1726), fue hija de William Bentinck, I conde de Portland, favorito de Guillermo, príncipe de Orange, futuro rey Guillermo III de Inglaterra. Contrajo matrimonio con Algernon Capel, II conde de Essex, con quien tuvo cuatro hijos, contrayendo posteriormente segundas nupcias con Sir Conyers Darcy, con quien no tuvo descendencia.

### Mary Compton, condesa de Dorset
Lady Mary Compton (1669-6 de agosto de 1691) fue miembro de la corte de la reina María II, a quien sirvió como mujer de la alcoba. Hija de James Compton, III conde de Northampton, y de Mary Noel, contrajo matrimonio en 1685 con Charles Sackville, VI conde de Dorset, caballero de la Liga, con quien tuvo dos hijos: Lionel y Mary. Murió a los veintidós años de edad a consecuencia de la viruela.

## Galería de imágenes (Bellezas de Hampton Court)

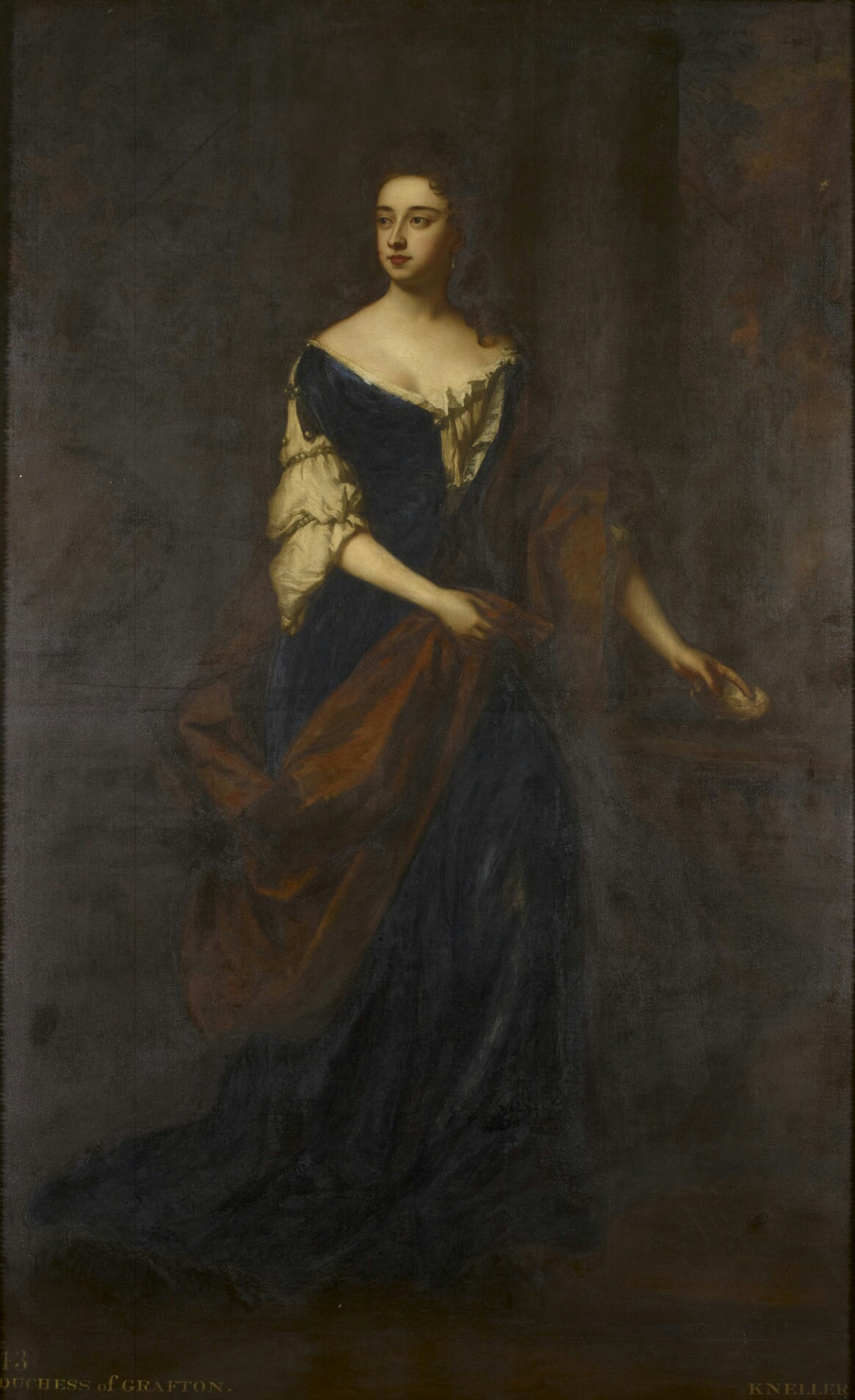
Isabella Bennet, duquesa de Grafton
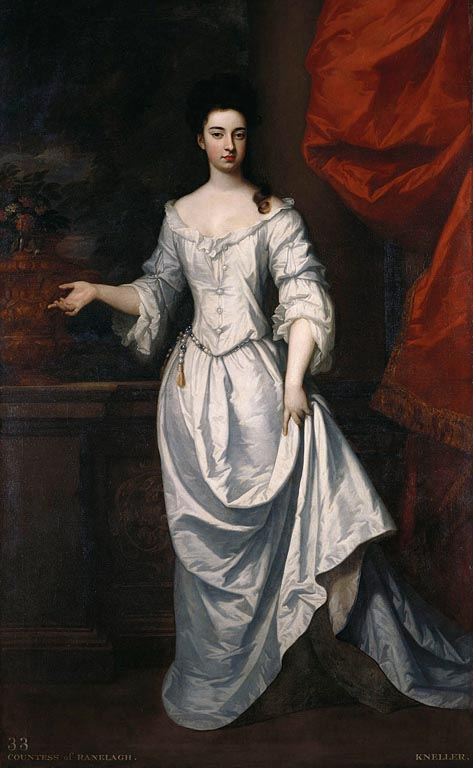
Margaret Cecil, condesa de Ranelagh
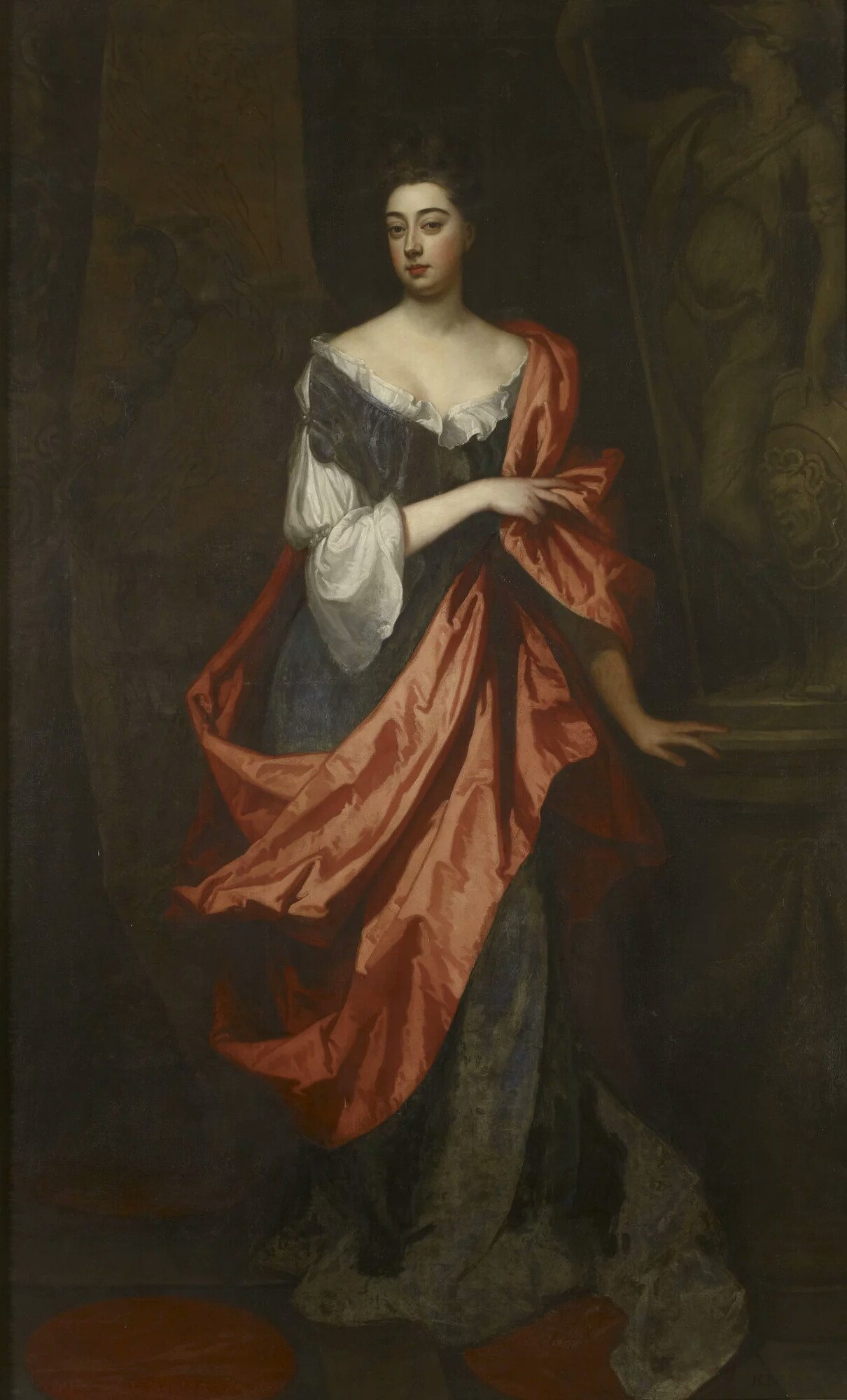
Carey Fraser, condesa de Peterborough
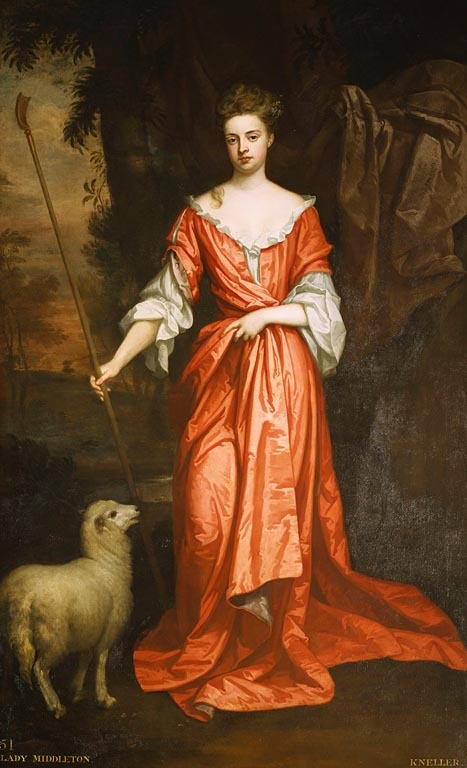
Frances Whitmore, Lady Middleton
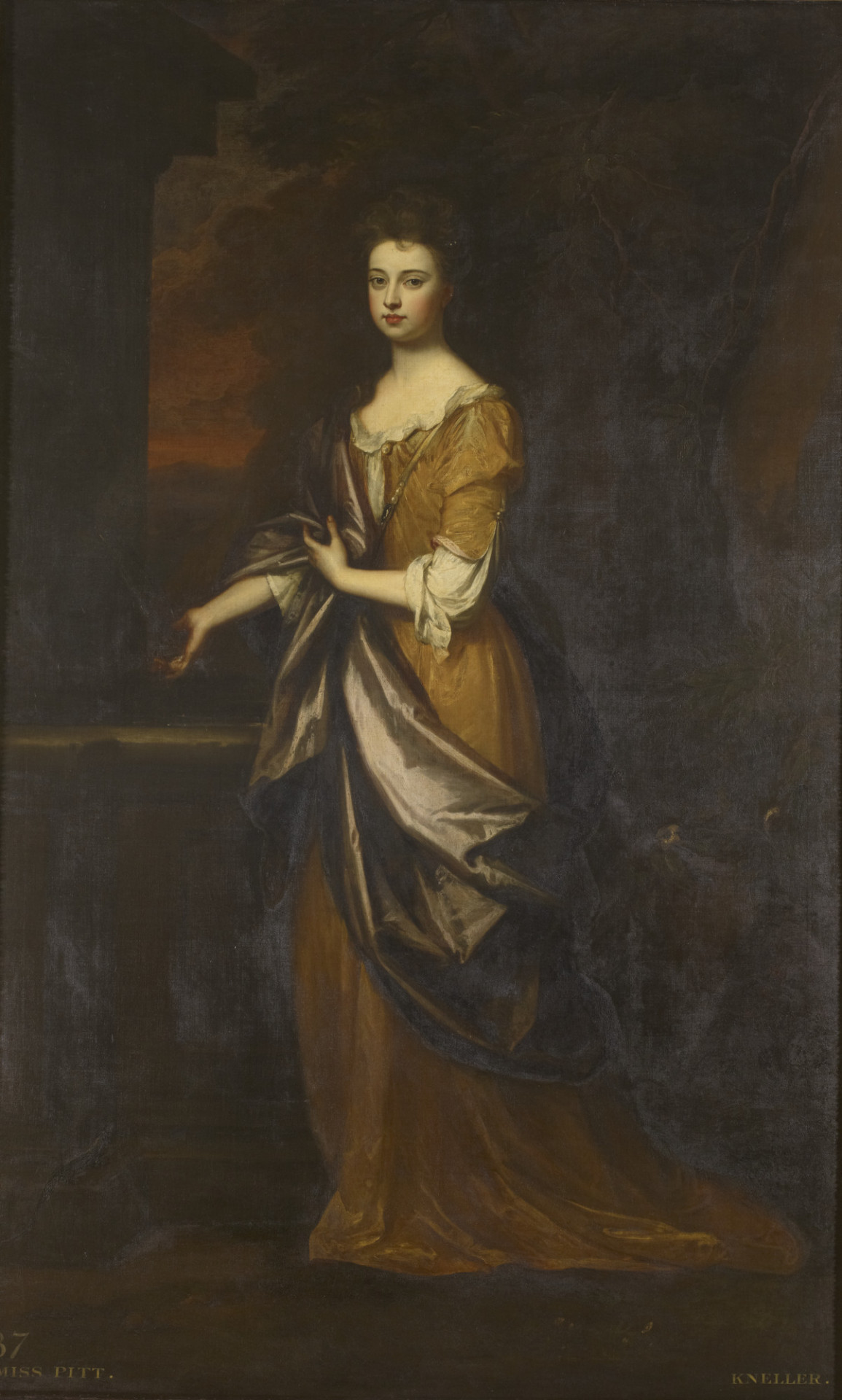
Mary Scrope, Mrs Pitt
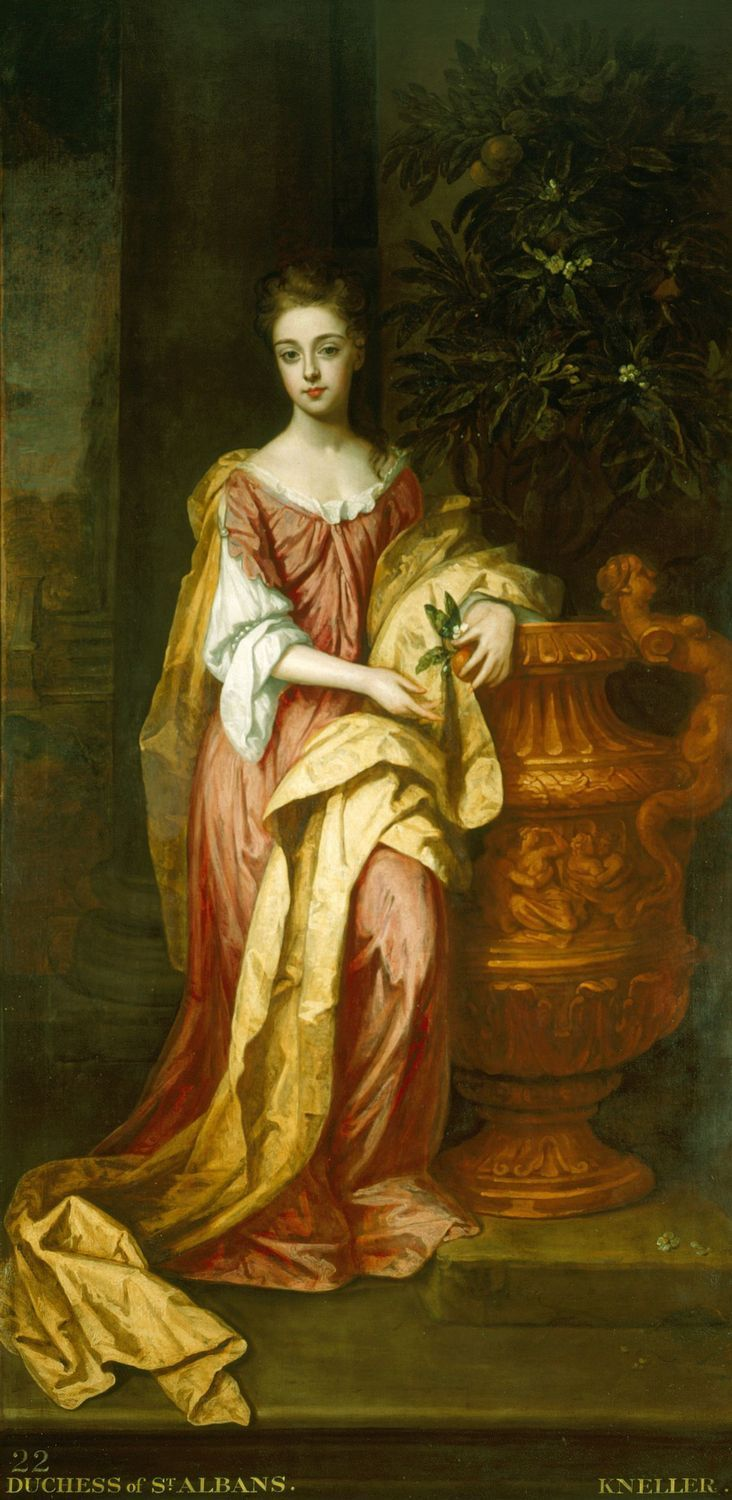
Diana De Vere, duquesa de St Albans
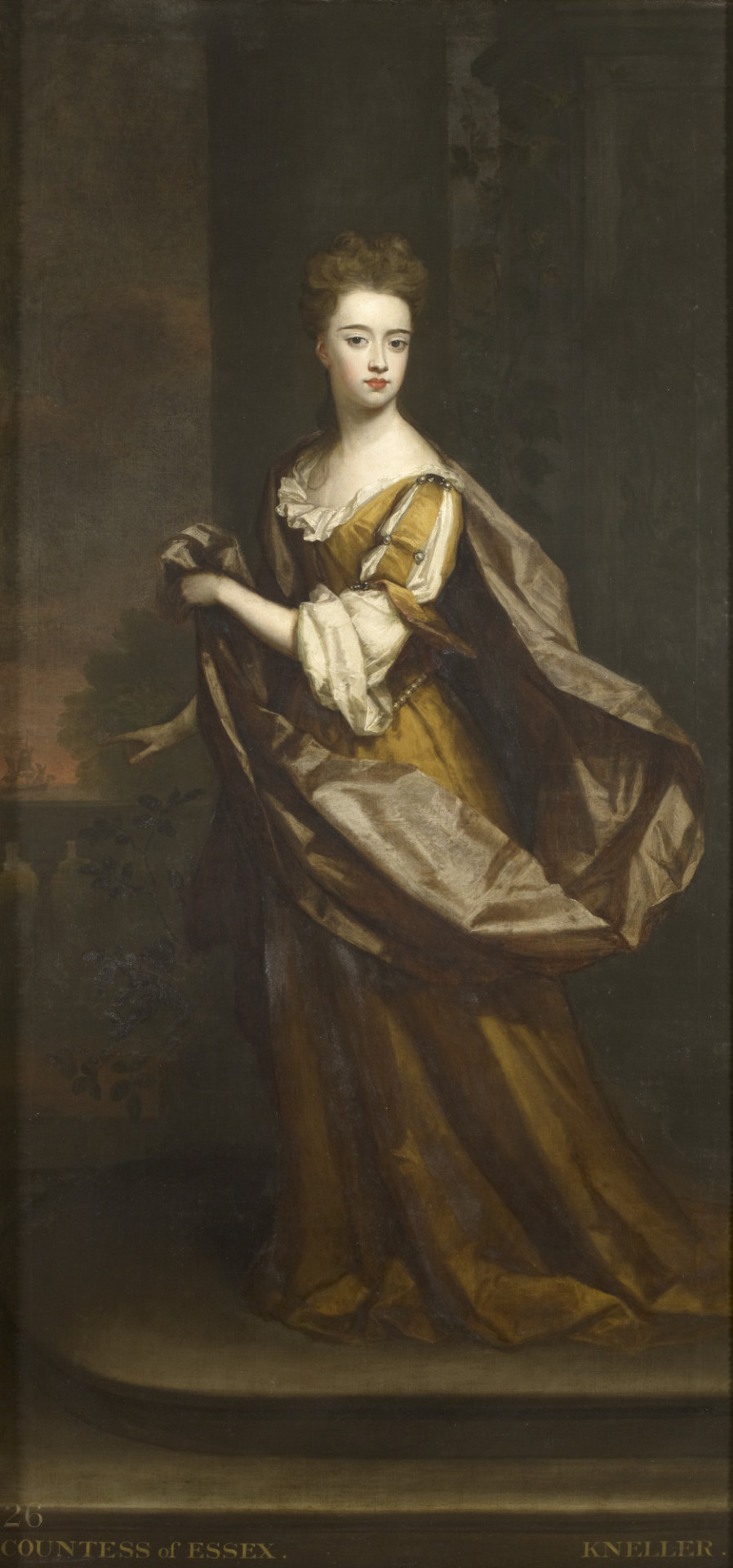
Lady Mary Bentinck, condesa de Essex
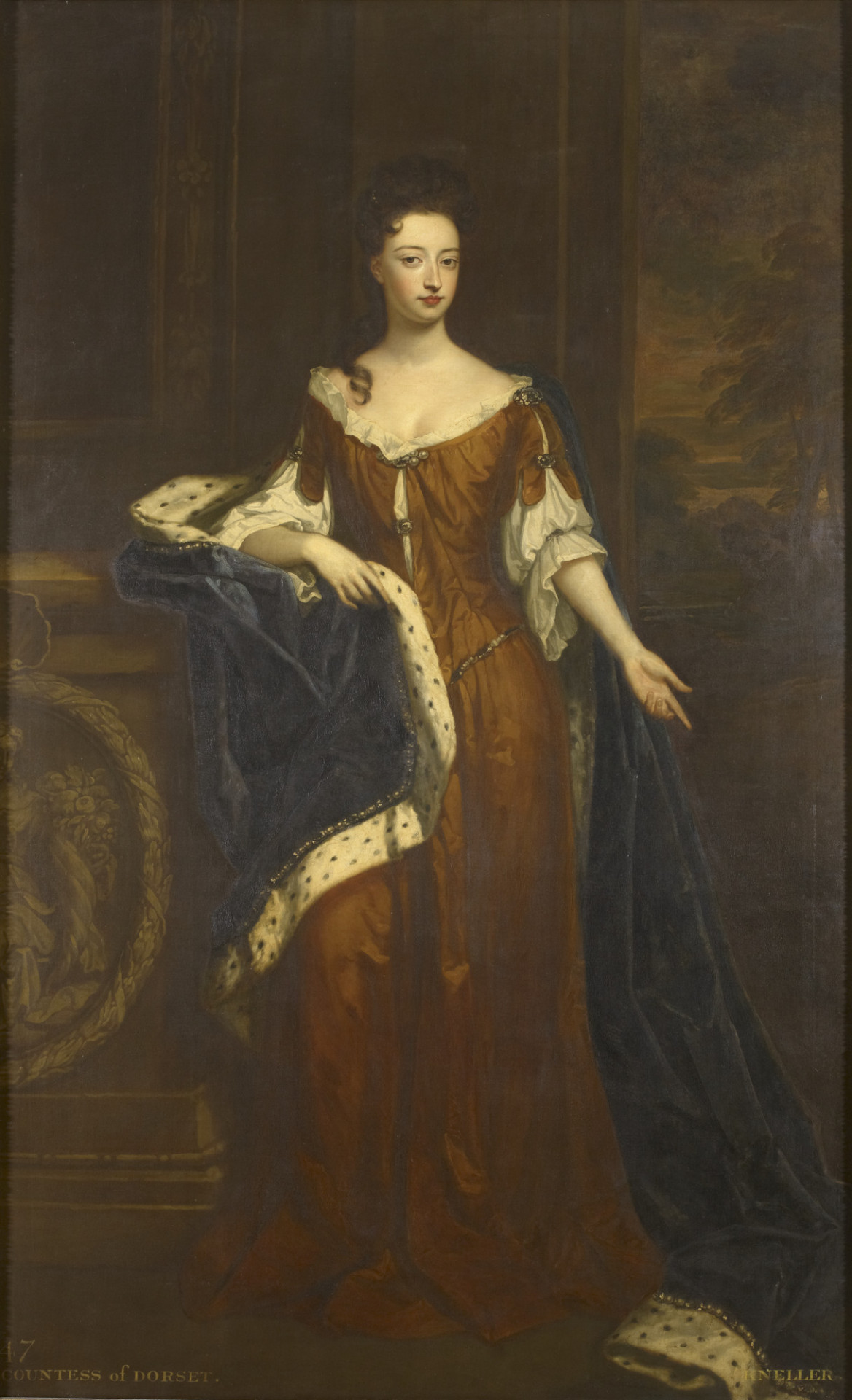
Mary Compton, condesa de Dorset